# 한국건설기계정비협회
한국건설기계정비협회(韓國建設機械整備協會, Korea Construction Equipment Maintenance Association ; KCEMA)음쓰 조직 

## 조직

### 한국건설기계정비협회장
- 특별위원회
- 기종별협의회

#### 전무이사

##### 상무이사
- 관리부
- 기술·진흥부

## 같이 보기
- 대한건설기계협회
- 대한건설기계매매협회
- 한국건설기계산업협회